# 1855
| [ Edytuj tabelę ]              | |
| Król Polski (tytularny)        | - 1831 Mikołaj I Romanow 1855 - 1855 Aleksander II Romanow 1881 |
| Emir Afganistanu               | - 1842 Dost Mohammad Chan 1863 |
| Współksiążęta Andory           | - 1853 Josep Caixal i Estradé 1879 - 1848 Karol Ludwik Napoleon Bonaparte 1870                                                                                       |
| Prezydent Argentyny            | - 1852 gen. Justo José de Urquiza 1860 |
| Cesarz Austrii                 | - 1848 Franciszek Józef I 1916 |
| Król Bawarii                   | - 1848 Maksymilian II 1864 |
| Król Belgów                    | - 1831 Leopold I 1865 |
| Premier Belgii                 | - 1852 Henri de Brouckère 1855 - 1855 Pieter Dedecker 1857 |
| Prezydent Boliwii              | - 1848 Manuel Isidoro Belzu 1855 - 1855 Jorge Córdova 1857 |
| Cesarz Brazylii                | - 1831 Pedro II 1889 |
| Sułtan Brunei                  | - 1852 Abdul Momin 1885 |
| Prezydent Chile                | - 1851 Manuel Montt 1861 |
| Cesarz Chin                    | - 1850 Xianfeng 1861 |
| Król Czech                     | - 1848 Franciszek Józef I 1916 |
| Król Danii                     | - 1848 Fryderyk VII 1863 |
| Premier Danii                  | - 1854 Peter Georg Bang 1856 |
| Dalajlama                      | - 1838 Khedrub Gjaco 1856 |
| Prezydent Dominikany           | - 1854 Pedro Santana 1856 |
| Władca Egiptu                  | - 1854 Sa’id Pasza 1863 |
| Prezydent Ekwadoru             | - 1851 José María Urbina 1856 |
| Cesarz Etiopii                 | - 1855 Teodor II 1868 |
| Cesarz Francuzów               | - 1852 Napoleon III 1870 |
| Król Grecji                    | - 1831 Otton I 1862 |
| Prezydent Gwatemali            | - 1851 Rafael Carrera y Turcios 1865 |
| Cesarz Haiti                   | - 1849 Faustyn I 1859 |
| Król Hawajów                   | - 1854 Kamehameha IV 1863 |
| Król Hiszpanii                 | - 1833 Izabela II 1868 |
| Król Holandii                  | - 1849 Wilhelm III 1890 |
| Premier Holandii               | - 1853 Floris Adriaan van Hall 1856 |
| Prezydent Hondurasu            | - 1852 José Trinidad Cabañas 1855 - 1855 José Santiago Bueso Soto (p.o.) 1855 - 1855 Francisco de Aguilar (p.o.) 1856                                                |
| Szach Iranu                    | - 1848 Naser ad-Din Szah 1896 |
| Państwo Wielkich Mogołów       | - 1837 Bahadur Szah II 1858 |
| Król Irlandii                  | - 1837 Wiktoria Hanowerska 1901 |
| Cesarz Japonii                 | - 1846 Kōmei 1866 |
| Kalif                          | - 1839 Abdülmecid I 1861 |
| Emir Kataru                    | - 1847 Muhammad ibn Sani 1878 |
| Prezydent Kolumbii             | - 1854 José de Obaldía 1855 - 1855 Manuel Maria Mallarino 1857 |
| Patriarcha Konstantynopola     | - 1853 Antym VI 1855 - 1855 Cyryl VII 1860 |
| Prezydent Kostaryki            | - 1849 Juan Rafael Mora Porras 1859 |
| Emir Kuwejtu                   | - 1814 Dżabir I 1859 |
| Prezydent Liberii              | - 1848 Joseph Jenkins Roberts 1856 |
| Książę Liechtensteinu          | - 1836 Alojzy II 1858 |
| Wielki książę Luksemburga      | - 1849 Wilhelm III 1890 |
| Premier Luksemburga            | - 1853 Charles-Mathias Simons 1860 |
| Sułtan Maroka                  | - 1822 Abd ar-Rahman 1859 |
| Prezydent Meksyku              | - 1853 Antonio López de Santa Anna 1855 - 1855 Martín Carrera 1855 - 1855 Rómulo Díaz de la Vega 1855 - 1855 Juan Álvarez Benítez 1855 - 1855 Ignacio Comonfort 1857 |
| Książę Monako                  | - 1841 Florestan I 1856 |
| Król Nawarry                   | - 1848 Napoleon I 1870 |
| Król Nepalu                    | - 1847 Surendra 1881 |
| Premier Nepalu                 | - 1846 Jang Bahadur Rana 1856 |
| Prezydent Nikaragui            | - 1854 Fruto Chamorro 1855 - 1855 José María Estrada (p.o.) 1855 - 1855 Patricio Rivas (p.o.) 1857                                                                   |
| Król Norwegii                  | - 1844 Oskar I 1859 |
| Sułtan Omanu                   | - 1807 Sa’id ibn Sultan 1856 |
| Papież                         | - 1846 Pius IX 1878 |
| Prezydent Paragwaju            | - 1844 Carlos Antonio López 1862 |
| Książę Parmy i Piacenzy        | - 1854 Robert 1859 |
| Prezydent Peru                 | - 1851 José Rufino Echenique 1855 - 1855 Ramón Castilla 1862 |
| Król Portugalii                | - 1853 Piotr V 1861 |
| Król Prus                      | - 1840 Fryderyk Wilhelm IV 1861 |
| Car Rosji                      | - 1825 Mikołaj I 1855 - 1855 Aleksander II 1881 |
| Król Saksonii                  | - 1854 Jan Wettyn 1873 |
| Prezydent Salwadoru            | - 1854 José María San Martín 1856 |
| Kapitanowie Regenci San Marino | - 1854 Francesco Guidi Giangi Pietro Barbieri 1855 - 1855 Gaetano Belluzzi Francesco Rossini 1855 - 1855 Giovanni Benedetto Belluzzi Marino Masi 1856                |
| Książę Serbii                  | - 1842 Aleksander Karadziordziewić 1858 |
| Król Sardynii                  | - 1849 Wiktor Emanuel II 1861 |
| Prezydent Szwajcarii           | - 1855 Jonas Furrer 1855 |
| Król Szwecji                   | - 1844 Oskar I 1859 |
| Król Tajlandii                 | - 1851 Mongkut 1868 |
| Sułtan Turków                  | - 1839 Abdülmecid I 1861 |
| Prezydent Urugwaju             | - 1853 Fructuoso Rivera 1859 - 1854 Venancio Flores 1855 - 1855 Luis Lamas (p.o.) 1855 - 1855 Manuel Basilio Bustamante (p.o.) 1856                                  |
| Prezydent USA                  | - 1853 Franklin Pierce 1857 |
| Prezydent Wenezueli            | - 1851 José Gregorio Monagas 1855 - 1855 José Tadeo Monagas 1858 |
| Król Węgier                    | - 1848 Franciszek Józef I 1916 |
| Monarcha Wielkiej Brytanii     | - 1837 Wiktoria 1901 |
| Premier Wielkiej Brytanii      | - 1852 George Hamilton-Gordon 1855 - 1855 Henry Temple 1858 |
| Cesarz Wietnamu                | - 1847 Tự Đức 1883 |

Rok 1855 / MDCCCLV
stulecia: XVIII wiek ~
XIX wiek ~
XX wiek

dziesięciolecia:
1820–1829 •
1830–1839 •
1840–1849 •
1850–1859
• 1860–1869
• 1870–1879
• 1880–1889

lata: 1845 «
1850 «
1851 «
1852 «
1853 «
1854 «
1855
» 1856
» 1857
» 1858
» 1859
» 1860
» 1865

## Wydarzenia w Polsce
- 20 kwietnia – założono Muzeum Starożytności w Wilnie.

- Krakowianie po raz pierwszy zaznajomili się ze światłem elektrycznym. Miało to miejsce na premierze opery Prorok, gdzie pojawiło się jako „słońce elektryczne”.

## Wydarzenia na świecie
Trwała wojna krymska
- 11 stycznia – Kamehameha IV został królem Hawajów.
- 23 stycznia – w Minneapolis otwarto pierwszy most nad rzeką Missisipi.
- 7 lutego – Japonia i Rosja zawarły w Shimodzie traktat o handlu, nawigacji i delimitacji, otwierający 3 japońskie porty dla handlu rosyjskiego i wyznaczający wspólną granicę na Kurylach.
- 12 lutego – założono Michigan State University.
- 15 lutego – prawie 700 osób zginęło, gdy francuska fregata La Sémillante zatonęła w czasie sztormu w cieśninie między Sardynią a Korsyką.
- 17 lutego – wojna krymska: zwycięstwo wojsk tureckich w bitwie pod Eupatorią.
- 21 lutego – shōgun, Iesada Tokugawa ostatecznie zatwierdził (bez zgody cesarza) Traktat z Kanagawy.
- 2 marca – Aleksander II Romanow został carem Rosji.
- 30 marca – Pierre de Decker został premierem Belgii.
- 6 kwietnia – francuski astronom Jean Chacornac odkrył planetoidę (34) Circe.
- 4 maja – grupa najemników z Williamem Walkerem na czele wypłynęła z San Francisco w celu wsparcia rebeliantów w wojnie domowej w Nikaragui.
- 4 czerwca – major Henry C. Wayne na pokładzie okrętu USS Supply został wysłany do północnej Afryki w celu zakupu wielbłądów dla armii Stanów Zjednoczonych.
- 13 czerwca – w Paryżu odbyła się premiera opery Nieszpory sycylijskie Giuseppe Verdiego.
- Wrzesień – gen. Pélissier na czele wojsk anglo-francusko-sardyńsko-tureckich zdobył po 3-miesięcznym oblężeniu Sewastopol, nieudolnie broniony przez Gorczakowa, choć po bohatersku przez niższych oficerów i żołnierzy.
- 3 września – zwycięstwo armii amerykańskiej nad Siuksami w bitwie pod Ash Hollow.
- 11 września – wojna krymska: wojska brytyjsko-francusko-tureckie zdobyły Sewastopol.
- 25 września – w Dreźnie otwarto Galerię Obrazów Starych Mistrzów, zaprojektowaną przez Gottfrieda Sempera.
- 31 października – rodzina Rothschildów założyła w Wiedniu bank Creditanstalt.
- Listopad – gen. Mikołaj Murawjow zdobył twierdzę Kars w tureckiej Armenii.
- 16 listopada – David Livingstone odkrył Wodospady Wiktorii na rzece Zambezi.
- 30 grudnia – z Konstantynopola do Marsylii wypłynął francuski statek z trumną ze zwłokami zmarłego 26 listopada Adama Mickiewicza.

- Angielscy żołnierze stacjonujący w Ontario w Kanadzie wymyślili hokej na lodzie.

## Urodzili się
- 5 stycznia – King Camp Gillette, Amerykanin, wynalazca maszynki do golenia (zm. 1932)
- 8 stycznia – Anna Kuliscioff, rosyjska anarchistka i feministka (zm. 1925)
- 16 stycznia – Eleonora Marks, niemiecka socjalistka, tłumaczka (zm. 1898)
- 20 stycznia – Ludwik Solski, polski artysta aktor (zm. 1954)
- 21 stycznia – John Moses Browning, amerykański konstruktor broni (zm. 1926)
- 24 stycznia – Frank Hadow, brytyjski tenisista, zwycięzca Wimbledonu
- 26 stycznia – Anna Pawłyk, huculska pisarka, działaczka ukraińskiego ruchu kobiet w Galicji (zm. 1928)
- 17 lutego – Władysław Ekielski, polski architekt, przedstawiciel eklektyzmu i modernizmu (zm. 1927)
- 18 lutego – Wiera Timanowa, rosyjska pianistka (zm. 1942)
- 23 lutego – Maurice Bloomfield, amerykański językoznawca, indolog i znawca sanskrytu (zm. 1928)
- 2 marca – Adolf Peretz, polski ekonomista, finansista, kupiec, publicysta (zm. 1933)
- 13 marca – Percival Lowell, amerykański astronom (zm. 1916)
- 13 kwietnia – Ludwig Edinger, niemiecki anatom i neurolog, współzałożyciel Uniwersytetu we Frankfurcie nad Menem (zm. 1918)
- 28 kwietnia – Gustaw Josephy, austriacki fabrykant i przedsiębiorca (zm. 1918)
- 1 maja – Marie Corelli, brytyjska pisarka (zm. 1924)
- 10 maja – Śri Jukteśwar Giri, indyjski guru, jogin (zm. 1936)
- 1 czerwca – Edward Hartley Angle, amerykański ortodonta (zm. 1930)
- 10 czerwca – Charles Allen Culberson, amerykański polityk, senator ze stanu Teksas (zm. 1925)
- 14 czerwca – Robert La Follette, amerykański prawnik, polityk, senator ze stanu Wisconsin (zm. 1925)
- 19 czerwca – Maria Teresa od św. Józefa, niemiecka zakonnica, założycielka Karmelitanek od Boskiego Serca Jezusowego, błogosławiona katolicka (zm. 1938)
- 5 sierpnia – Alfredo Capelli, włoski matematyk (zm. 1910)
- 3 września – Heinrich Conried, amerykański działacz teatralny (zm. 1909)
- 10 września – Albert F. Mummery, brytyjski pisarz i alpinista (zm. 1895)
- 25 września – Teresa Grillo Michel, włoska zakonnica, założycielka Małych Sióstr Bożej Opatrzności, błogosławiona katolicka (zm. 1944)

- 1 listopada – Kazimierz Dłuski, polski lekarz, społecznik, działacz polityczny (zm. 1930)
- 14 listopada: 
  - Leopold Janikowski, polski meteorolog, podróżnik, etnograf (zm. 1942)
  - Leopold Zarzecki, polski działacz narodowy (zm. 1929)
- 23 listopada – Frank Friday Fletcher, amerykański admirał (zm. 1928)
- 31 grudnia – Giovanni Pascoli, włoski poeta (zm. 1912)

- data dzienna nieznana: 
  - Szymon Chen Ximan, chiński męczennik, święty katolicki (zm. 1900)
  - Teréz Egenhoffer, węgierska taterniczka (zm. 1940)
  - Róża Fan Hui, chińska męczennica, święta katolicka (zm. 1900)
  - Mateusz Feng De, chiński męczennik, święty katolicki (zm. 1900)

## Zmarli
- 17 lutego – Józef Beder, duchowny rzymskokatolicki (ur. 1773)[1]
- 23 lutego – Carl Friedrich Gauss, niemiecki matematyk, fizyk i astronom (ur. 1777)
- 25 lutego:
  - Franciszka Anna od Matki Bożej Bolesnej, hiszpańska zakonnica, błogosławiona katolicka (ur. 1781)
  - Maria Adeodata Pisani, włoska benedyktynka, błogosławiona katolicka (ur. 1806)
- 2 marca – Mikołaj I Romanow, cesarz Rosji, król Polski (ur. 1796)
- 31 marca – Charlotte Brontë, angielska pisarka (ur. 1816)
- 3 czerwca – Krzysztof Celestyn Mrongovius, duchowny ewangelicki, jeden z pierwszych badaczy folkloru Kaszubów (ur. 1764)
- 7 czerwca – Alessandro La Marmora, włoski generał, twórca bersalierów (ur. 1799)
- 9 czerwca – Piotr Michałowski, polski malarz (ur. 1800)
- 13 czerwca – Wincenty Wiszniewski, polski astronom (ur. 1781)
- 1 lipca – Antonio Rosmini-Serbati, włoski filozof, błogosławiony katolicki (ur. 1797)
- 3 lipca – Józef Bohdan Dziekoński, polski powieściopisarz i grafik (ur. 1816)
- 8 lipca (lub 9 lipca) – William Edward Parry, brytyjski żeglarz, eksplorator Arktyki (ur. 1790)
- 15 lipca – Andrzej Nguyễn Kim Thông, wietnamski męczennik, święty katolicki (ur. ok. 1790)
- 19 lipca – Tomasz Zan, polski poeta (ur. 1796)
- 7 września – Jan Chrzciciel Mazzucconi, włoski misjonarz, męczennik, błogosławiony katolicki (ur. 1826)
- 12 września – Johann von Charpentier, niemiecki inżynier górnictwa, geolog i glacjolog, działający głównie w Szwajcarii (ur. 1786)
- 11 listopada:
  - Wincencja Maria Poloni, włoska zakonnica, błogosławiona katolicka (ur. 1802)
  - Søren Kierkegaard, duński filozof (ur. 1813)
- 19 listopada – Mihály Vörösmarty, węgierski poeta, pisarz i tłumacz (ur. 1800)
- 26 listopada – Adam Mickiewicz, poeta, publicysta i działacz polityczny (ur. 1798)
- 15 grudnia:
  - Maria od Krzyża di Rosa, włoska zakonnica, założycielka Zgromadzenia Służebnic Miłosierdzia, święta katolicka (ur. 1813)
  - Jacques Charles François Sturm, francuski matematyk, fizyk (ur. 1803)

## Święta ruchome
- Tłusty czwartek: 15 lutego
- Ostatki: 20 lutego
- Popielec: 21 lutego
- Niedziela Palmowa: 1 kwietnia
- Wielki Czwartek: 5 kwietnia
- Wielki Piątek: 6 kwietnia
- Wielka Sobota: 7 kwietnia
- Wielkanoc: 8 kwietnia
- Poniedziałek Wielkanocny: 9 kwietnia
- Wniebowstąpienie Pańskie: 17 maja
- Zesłanie Ducha Świętego: 27 maja
- Boże Ciało: 7 czerwca